# Château de Jouffroy-d'Abbans
Le château d'Abbans (ou château de Jouffroy d'Abbans) est un château fort du XIIIe siècle classé aux monuments historiques, situé sur la commune d'Abbans-Dessus, dans le département français du Doubs. Le château a vu l'inventeur Claude de Jouffroy d'Abbans (1751-1832) concevoir son premier bateau à vapeur.

## Histoire
La maison forte primitive a été construite par les seigneurs d'Abbans, dont les origines remontent au IXe siècle.
Édifié sur un éperon rocheux qui domine la vallée du Doubs, le château s'est vraisemblablement substitué à un castrum romain.
À la suite d'un incendie, la propriété est reconstruite au XIIe siècle : le donjon, formé de deux tours daterait de cette époque. Les autres éléments les plus anciens du château actuel sont des XIVe et XVIe siècles. Un pont dormant en pierre a remplacé l'ancien pont-levis du côté de bourg-derrière. Le corps de logis, flanqué d'une tour ronde, a été modernisé au milieu du XVIIIe.
À la fin du XIIIe siècle, Philippe d'Abbans partage la seigneurie et le village entre ses deux fils Guillaume qui obtient une moitié du bourg et le "château derrière", alors que Richard reçoit l'autre moitié et fait construire le "château devant" à proximité du premier. La fille de ce dernier cédera son héritage à Jean de Chalon-Arlay en 1290.
En 1484, Jacques Jouffroy, en épousant Anne de Joux, devient propriétaire de Abbans-derrière dont les sires de Joux avaient hérité.
En 1718, le marquis Claude-François de Jouffroy d'Abbans, grand-père de l'inventeur homonyme, achète Abbans-devant dont le château est en ruine et entreprend des travaux de réhabilitation à partir de cette époque. C'est à son fils Claude-Jean-Eugène, père de Claude-François-Dorothée que l'on doit l'aspect actuel du château.
Claude-François-Dorothée de Jouffroy d'Abbans a passé dans ce château une grande partie de sa jeunesse et, en 1776, y conçoit un de ses premiers bateaux à vapeur.
Le château est resté depuis cinq siècles la propriété des descendants de la famille Jouffroy d'Abbans.

## Architecture et décorations
Le donjon du XIIe siècle est de forme quadrangulaire.
Les murs des pièces du rez-de-chaussée sont dotées de « boiseries Louis XI ».
Ceux de la galerie et de la grande salle sont ornées de portraits, datant des XVIIe et XVIIIe siècles, des marquis de Jouffroy d'Abbans. Anne de Joux qui a apporté le château d'« Abbans-derrière » en dot en 1484 est aussi représentée. Un portrait du cardinal Jouffroy  est placé au dessus de la cheminée.
Le parc comprend un alignement de tilleuls âgés de plus de deux siècles ainsi que deux cèdres du Liban plantés au début du XXe siècle.

## Classement et inscription
Les deux tours carrées formant donjon sont inscrites à l'Inventaire des Monuments Historiques en 1954.
La plateforme, le corps de logis, les bâtiments des communs, le cabanon de jardin ainsi que le jardin font l’objet d’une inscription au titre des monuments historiques depuis le 7 août 1992. Le donjon et la galerie de portraits du rez-de-chaussée du château font l’objet d’un classement au titre des monuments historiques depuis le 5 juillet 1993.

## Galerie

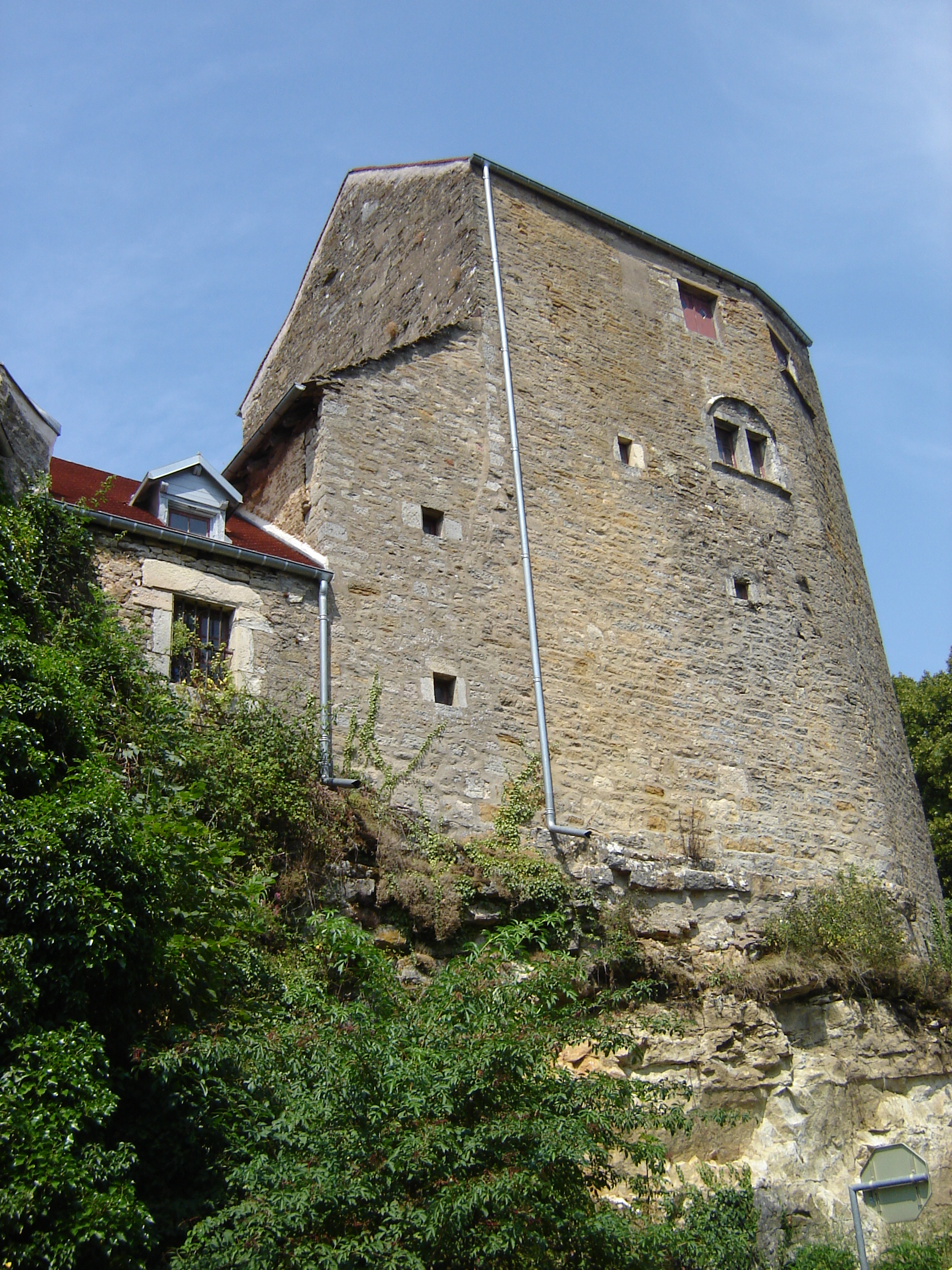
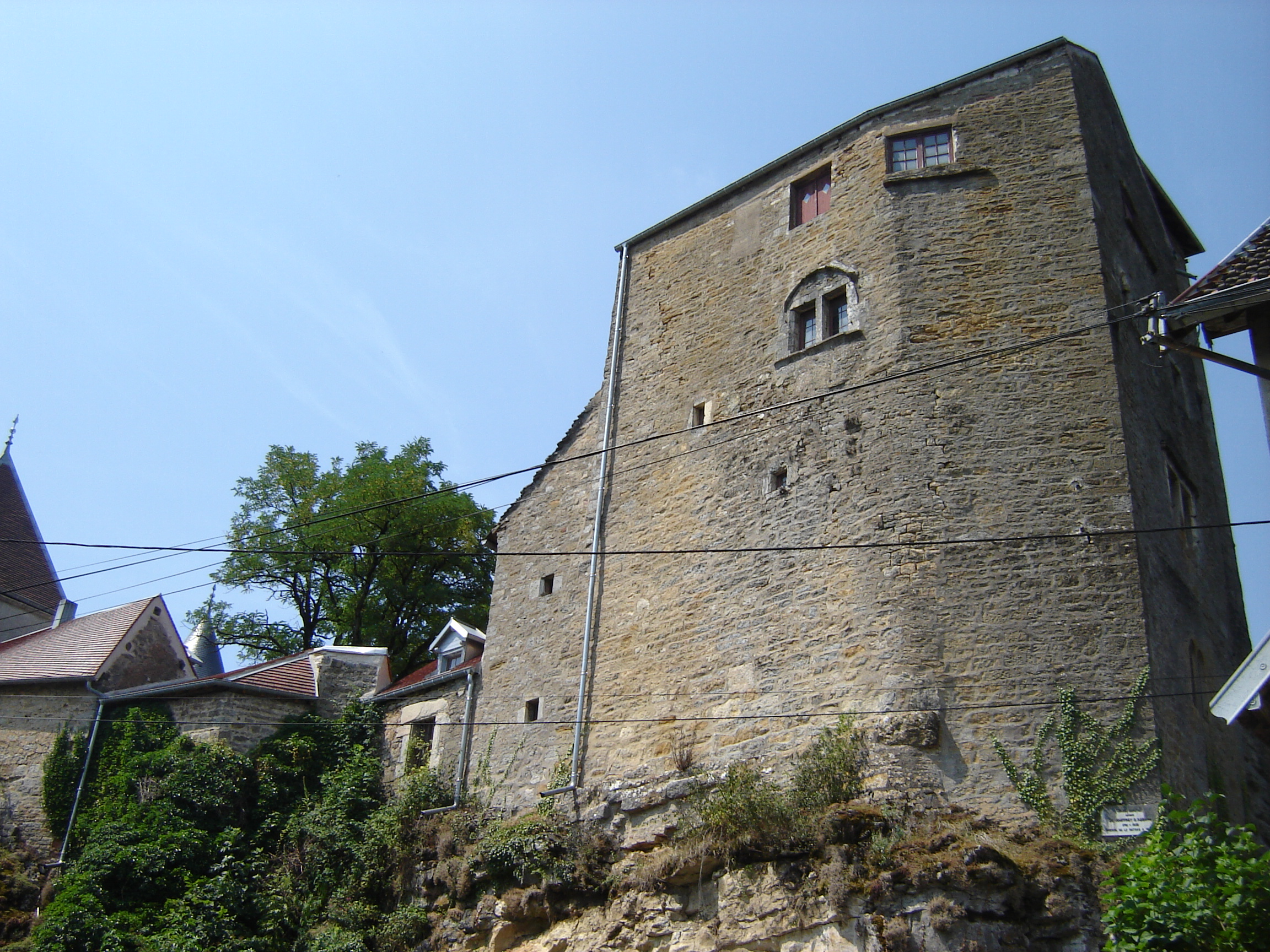
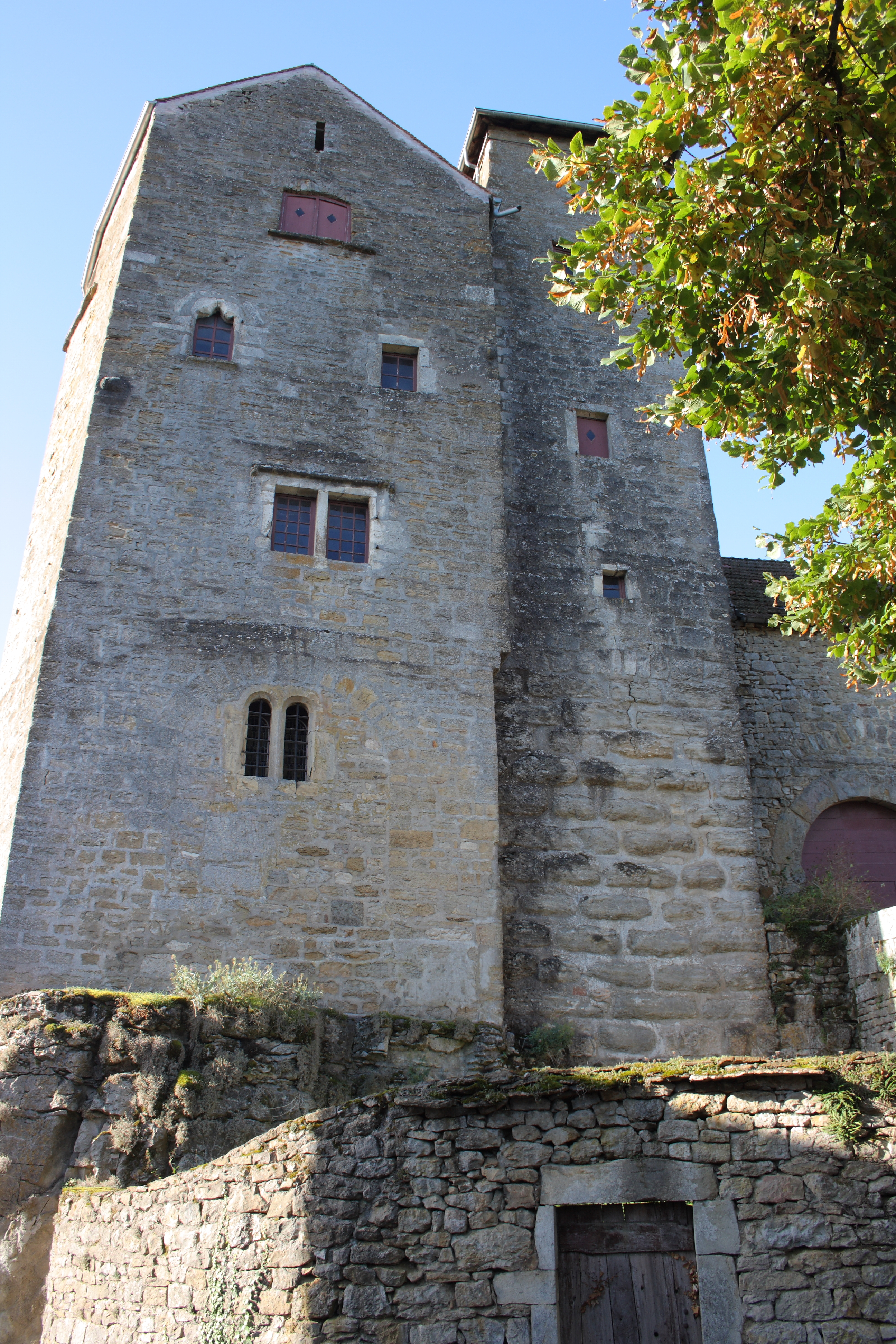
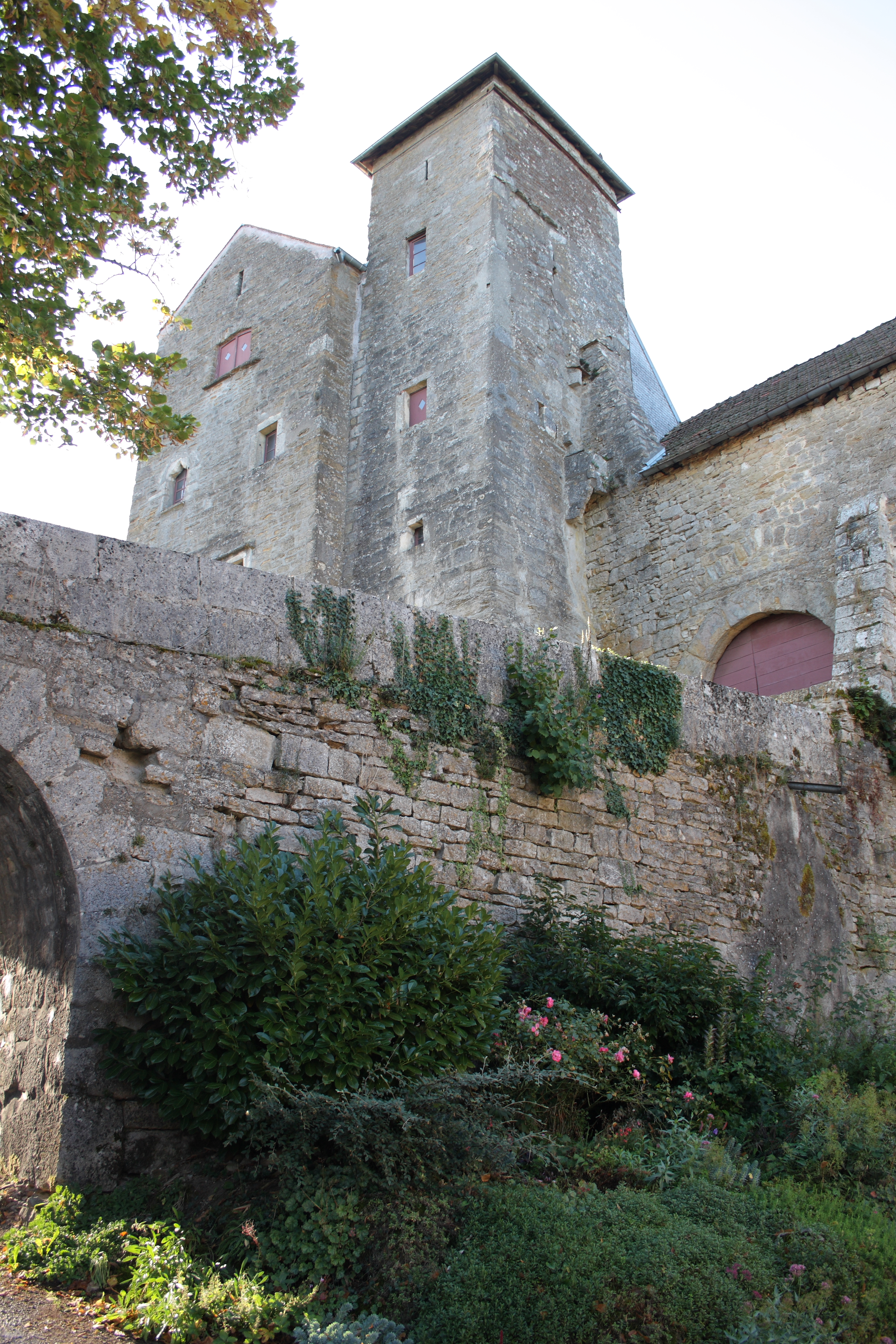